# Annaka, Gunma
Annaka (安中市 Annaka-shi) là một thành phố thuộc tỉnh Gunma, Nhật Bản.